# Michael Paulsen
Hjalmar Michael Paulsen (Horten, 1º marzo 1899 – Horten, 18 ottobre 1968) è stato un calciatore norvegese, di ruolo attaccante.

## Carriera

### Club
Paulsen vestì le maglie di Ørn e Brann.

### Nazionale
Conta 19 presenze per la Norvegia. Esordì il 12 giugno 1919, quando fu titolare nella sconfitta per 5-1 contro la Danimarca. Il 25 maggio 1921 segnò l'unica rete, nella vittoria per 3-2 sulla Finlandia.